# Андріївка (притока Жванчика)
Андріївка — річка в Україні, в межах Чемеровецької селищної громади Кам'янець-Подільського району Хмельницької області. Права притока Жванчика (басейн Дністра).

## Опис
Довжина 15 км. Площа водозбірного басейну 47,6 км². Долина порівняно широка і неглибока, в пониззі частково заболочена. Річище слабозвивисте. Є кілька ставів. 

## Розташування
Андріївка бере початок на північний схід від села Вікторівка. Тече переважно на південний схід. Впадає до Жванчика неподалік від північно-західної околиці села Почапинці. 
Над річкою розташоване село Андріївка.